# Baptisten in Ungarn

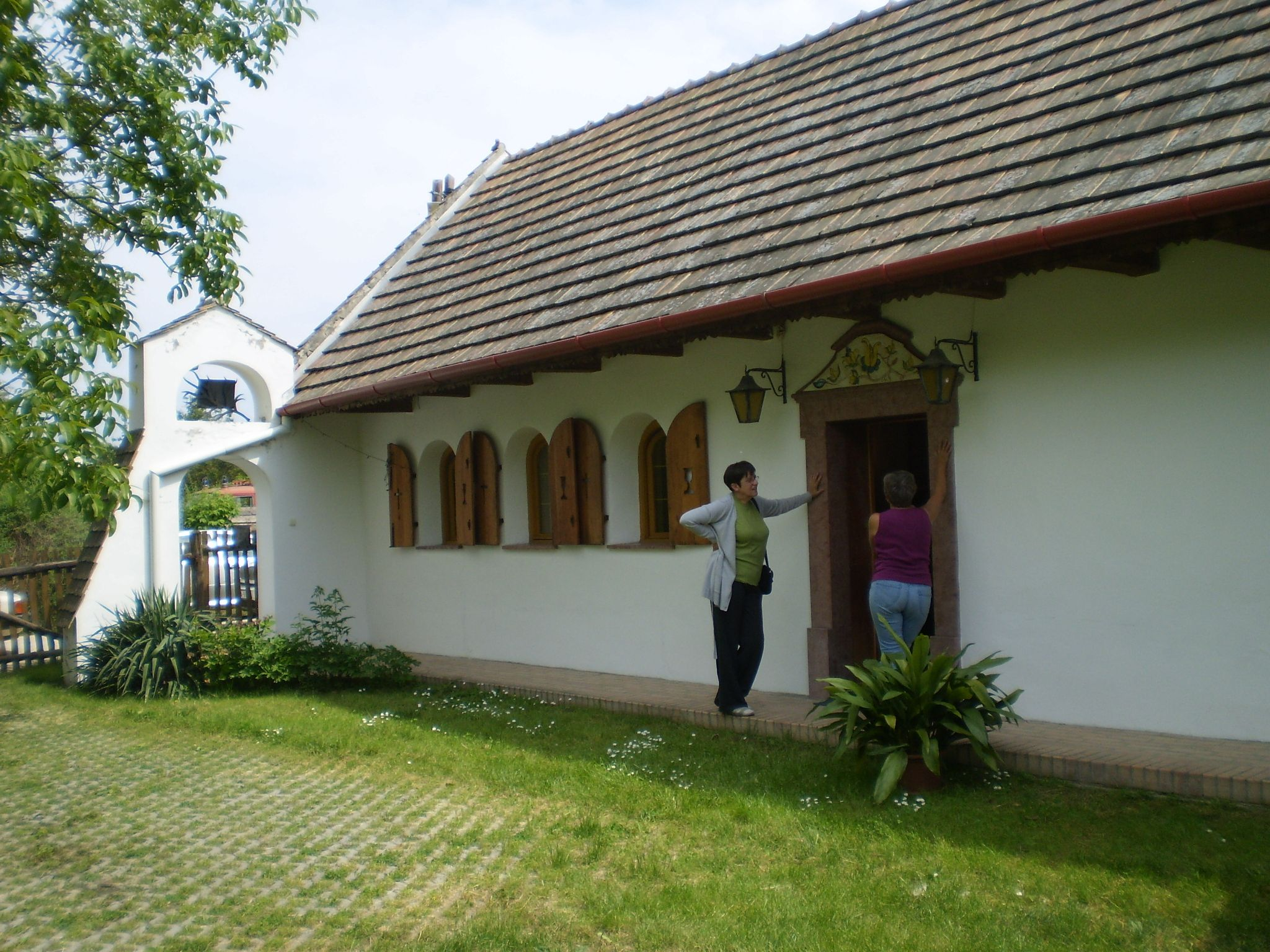
Baptistenkirche (ehemalige Habaner-Kapelle) in Neszmély

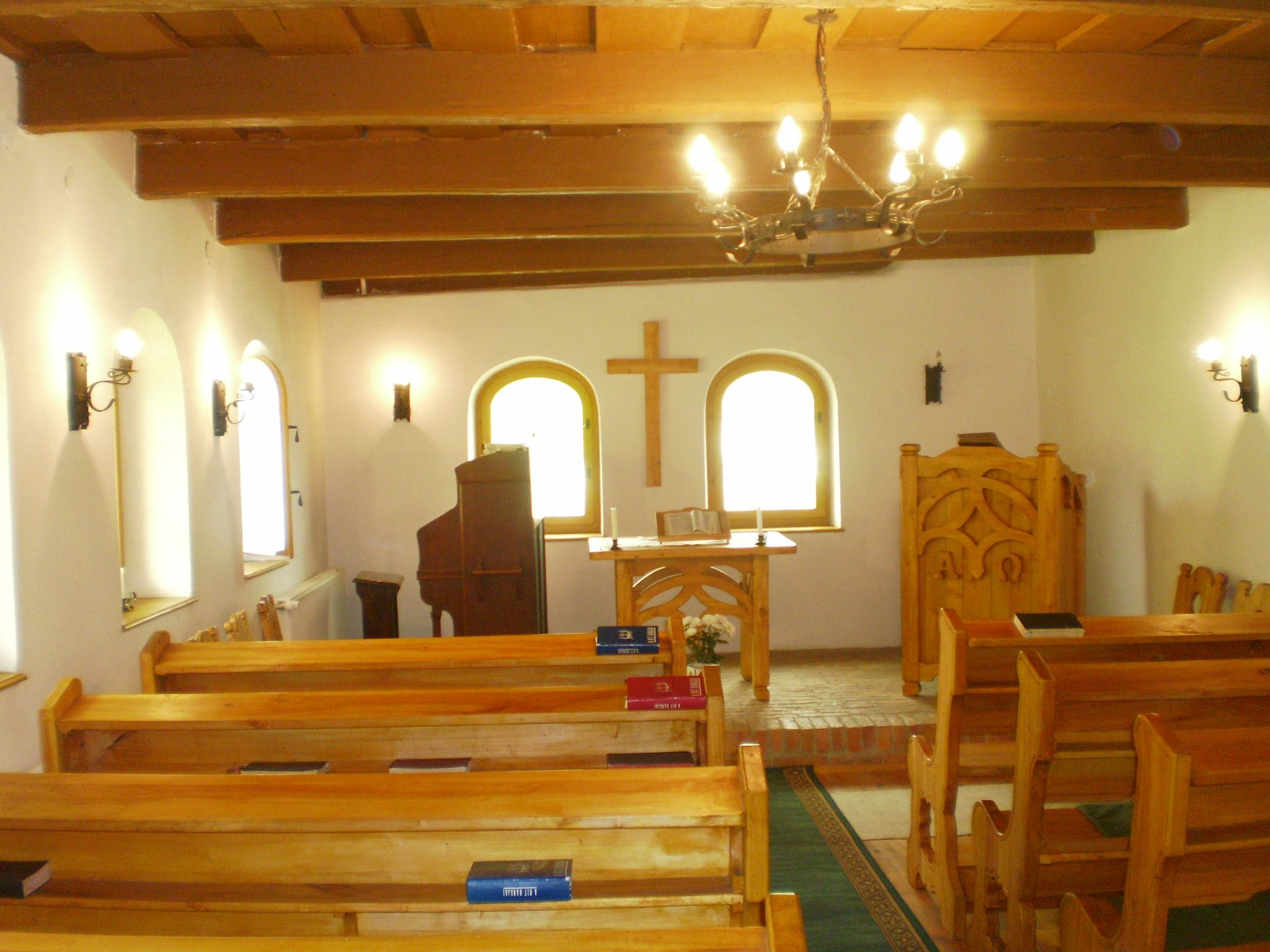
Baptistenkirche in Neszmély - Inneres

Die meisten  Baptisten in Ungarn gehören zum  Magyarországi Baptista Egyház, dem ungarischen Baptistenbund.

## Geschichte
Die von Johann Gerhard Oncken 1834 in Hamburg begründete deutsche baptistische Bewegung war auch Ausgangspunkt des ungarischen Baptismus, dessen Geschichte im Jahr 1846 begann. Ihren eigentlichen Aufschwung erlebte die baptistische Missionsarbeit durch den deutschen Bibel- und Traktatkolporteur Heinrich Meyer, der 1873 nach Budapest kam. Seine evangelistische Tätigkeit in Ungarn dauerte etwa 10 Jahre. Innerhalb dieser Zeit taufte er 629 Personen. 
Die freikirchliche Bewegung der Baptisten breitete sich zunächst unter der deutschstämmigen Bevölkerung Ungarns aus, erreichte dann aber auch die Ungarn. In der Folgezeit kam es zu Spannungen  zwischen den beiden Gruppen, die sich daraufhin zunächst in zwei verschiedene Baptistenbünden sammelten. Erst 1920 konnten die Differenzen in Fragen der Kirchenleitung behoben werden; beide Bünde schlossen sich zum Ungarischen Baptistenbund zusammen.
Bereits 1875 evangelisierten ungarische Baptisten unter ihren Landsleuten in Transsylvanien und legten dort den Grundstein für den späteren Bund ungarischer Baptisten in Rumänien.

## Organisation
Wichtigstes Organ der Baptisten in Ungarn ist die Delegiertenkonferenz des Gemeindebundes. Einmal im Jahr tritt diese Konferenz zusammen und entscheidet über alle wichtige Angelegenheiten der ungarischen Baptisten. Unter anderem wählt die Konferenz auch ein Leitungsgremium, das die Geschäfte des Bundes führt. Generalsekretär des Bundes ist seit 2000 Kornél Mészáros. Der Sitz des Bundes, der auch ein eigenes diakonisches Hilfswerk unterhält, befindet sich in Budapest.
Der Ungarische Baptistenbund gehört zum Weltbund der Baptisten und zur Europäisch-Baptistischen Föderation.

## Ökumene
Die ungarischen Baptisten pflegen intensive Beziehungen zu anderen Kirchen. Diese drückt sich u. a. aus in ihrem Mitgliedschaft im ökumenischen Weltrat der Kirchen und zur Evangelischen Allianz. Auch zu den anderen protestantischen Kirchen Ungarns bestehen gute Verbindungen, vor deren Hintergrund auch die gemeinsame theologische Ausbildung der Pastoren erfolgt.

## Statistik
Nach Angaben des Ungarischen Baptistenbundes gibt es im Land rund 12.000 getaufte Mitglieder (ohne Kinder und Freunde). Allerdings fühlen sich erheblich mehr Ungarn den Baptisten innerlich verbunden. So haben sich bei der jüngsten Volkszählung rund 18.000 ungarische Staatsbürger als Baptisten bezeichnet. Diese Verbundenheit drückt sich auch im Spendenaufkommen aus. Der ungarische Gesetzgeber sieht vor, dass ein Prozent aller bereits geleisteten Steuern im Nachhinein für kirchliche Zwecke bestimmt werden kann. Auf diese Weise seien – so der baptistische Generalsekretär 2006 – die Steuereinnahmen im Jahr zuvor um 30 Prozent von 18 auf 25 Millionen Forint (rund 100.000 Euro) gewachsen. Alle anderen Kirchen hätten dagegen Einnahmenverluste hinnehmen müssen.
Die Zahl der baptistischen Ortsgemeinden ist von 245 im Jahr 1999 auf 330 im Jahr 2005 gewachsen. Allein 16 Gemeinden wurden in den vergangenen Jahren in Transdanubien gegründet. Innerhalb der Volksgruppen der Roma und Sinti entstanden in der jüngeren Vergangenheit weitere 25 Baptistengemeinden.